# Хайнрих I фон Лихтенщайн
Хайнрих I фон Лихтенщайн (на немски: Heinrich I von Liechtenstein; * 1216; † между 11 май 1265 и 21 април 1266) е благородниик от род Лихтенщайн в Долна Австрия, господар на Николсбург, замък Лихтенщайн и Петронел, и 1260 г. губернатор (Landeshauptmann) на Щирия.

## Биография
Той е син на Дитрих I фон Лихтенщайн († сл. 12 април 1209) и съпругата му фон Гунтрамсдорф (* 1193), дъщеря на Хайнрих фон Гунтрамсдорф. Брат е на Дитрих II фон Лихтенщайн († сл. 1258), господар на Рорау, и на Алберт фон Лихтенщайн († сл. 3 декември 1285), господар на Ст. Петронел.
През 1246 г. Хайнрих I фон Лихтенщайн участва с херцог Фридрих II Бабенберг от Австрия и Щирия в битката при Лайта, в която херцогът е убит. На 14 януари 1249 г. бохемският крал Отакар II Пршемисъл му дава Николсбург заедно с оконите села като свободна собственост. След 1251 г. той замества при отсъствие Отакар II.
Хайнрих става съдия (iudex provincialis) и на 24 май 1260 г. губернатор на Щирия (capitaneus Styrie) до 25 декември 1260 г.

## Фамилия
Първи брак: с Димуд. Те имат децата:
- Фридрих I фон Лихтенщайн († ок. 1310), женен за Агнес фон Химперг († сл. 1310)
- Маргарета († сл. 1265), омъжена за Зайфрид Байз цу Байсенщайн и Клемтиц
- Димуд († сл. 1265), омъжена пр. 1260 г. за Ото II (III) фон Лихтенщайн-Мурау († 1311), син на Улрих фон Лихтенщайн († 1275) и Перхта фон Вайценщайн († 1277)
- Кунигунда, омъжена за Ото фон Гутрад

Втори брак: с Мехтилд (фон Липе ?) (* 1223; † сл. 12/24 май 1265). Те имат две деца:
- Хартнайд († 1277)
- Хайнрих II фон Лихтенщайн († пр. 5 април 1314), господар на Лихтенщайн и Николсбург, женен за Петриса фон Целкинг († 31 март 1318)